# مجموعه بافت قدیم کنگ
مجموعه بافت قدیم کنگ مربوط به دوره قاجار - دوره پهلوی است و در شهرستان بندر لنگه، جاده بندرلنگه به بندر عباس واقع شده و این اثر در تاریخ ۷ مهر ۱۳۸۱ با شمارهٔ ثبت ۶۵۳۰ به‌عنوان یکی از آثار ملی ایران به ثبت رسیده است.